# Kang Min-soo
Kang Min-soo (en coreano: 강민수; nacido el 14 de febrero de 1986 en Goyang, Corea del Sur) es un futbolista surcoreano que juega como defensa para el Ulsan Hyundai de la K League Classic de Corea del Sur.

## Clubes
| Club            | País          | Año           |
| --------------- | ------------- | ------------- |
| Chunnam Dragons | Corea del Sur | 2005 -2007    |
| Jeonbuk Hyundai | Corea del Sur | 2008          |
| Jeju United     | Corea del Sur | 2009          |
| Suwon Bluewings | Corea del Sur | 2010          |
| Ulsan Hyundai   | Corea del Sur | 2011-presente |

## Selección nacional
Kim fue uno de los 23 jugadores que representaron a Corea del Sur en la Copa Mundial de Fútbol de 2010 en Sudáfrica.

### Participaciones en Copas del Mundo
| Mundial                        | Sede      | Resultado        |
| ------------------------------ | --------- | ---------------- |
| Copa Mundial de Fútbol de 2010 | Sudáfrica | Octavos de final |

## Palmarés

### Torneos internacionales
| Título                      | Club          | Año  |
| --------------------------- | ------------- | ---- |
| Liga de Campeones de la AFC | Ulsan Hyundai | 2012 |